# Aleta de rejilla

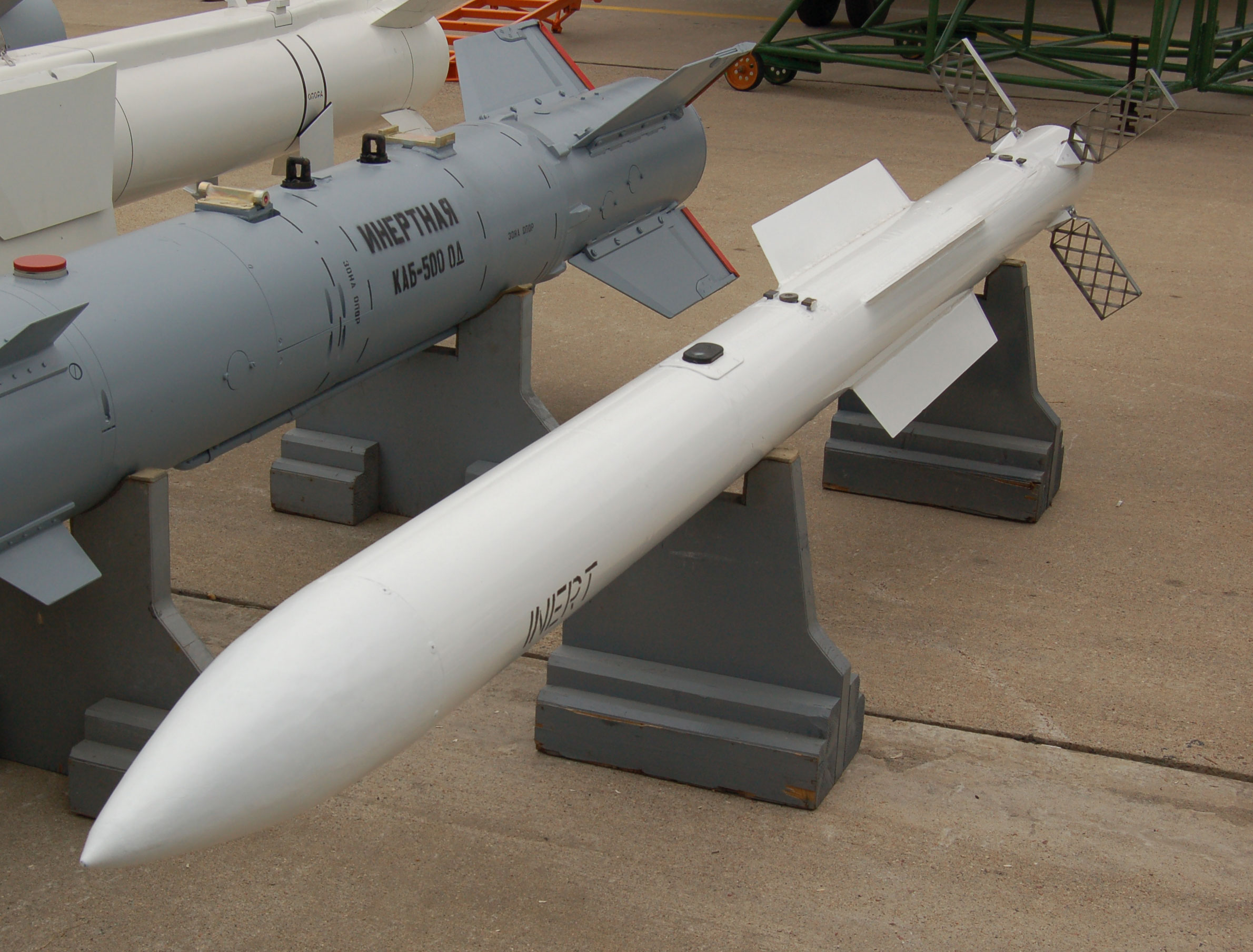
Vympel R-77

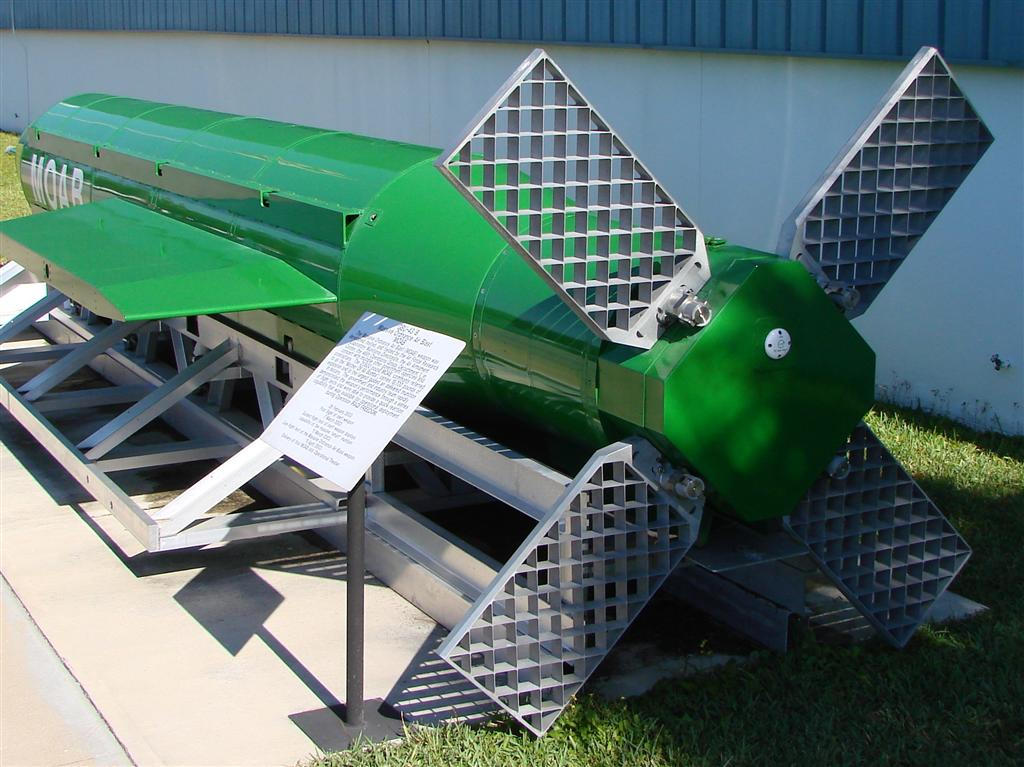
GBU-43/B MOAB

Las aletas de rejilla (en la terminología rusa) es una variante de las superficies de control en misiles y bombas en lugar de aletas de timón convencionales. Fueron utilizadas por primera vez alrededor de 1964 en el cohete soviético N1. Y a partir de los años setenta como parte del diseño de misiles balísticos de la Unión Soviética, como el SS-12 Scaleboard, el SS-20 Saber, el SS-21 Scarab, el SS-23 Spider y el SS-25 Sickle. En la familia de misiles crucero SS-N-27 Sizzler. En el misil aire-aire Vympel R-77 y en bombas guiadas. También se emplean en el estabilizador del sistema de escape de la nave Soyuz.
Los EE. UU. las empezado a usar en el siglo XXI en las bombas GBU-43/B MOAB y GBU-57A/B MOP.

## Características del diseño
Las aletas planas de control convencionales son alas miniaturizadas. Están alineados en la dirección del eje longitudinal del cuerpo. Por el contrario, las aletas de rejilla consisten en muchas pequeñas áreas que se encuentran dentro de una cuadrícula, dispuesta transversalmente a la estructura del eje longitudinal. Su aspecto recuerda a una rejilla o un machacador de patatas. 
Las aletas de la rejilla se puede plegar contra el cuerpo del misil, o bomba, con más facilidad que las aletas planas, lo que permite un almacenamiento más compacto del arma, lo que es importante para las aeronaves que almacenan las armas en las bahías internas, tales como los aviones furtivos.
Poco después de la liberación, las aletas giran a su lugar para su uso como superficies de control. En el caso de la bomba MOAB, las aletas de la rejilla permiten que quepa dentro de la bodega de carga de un C-130 para el despliegue, mientras que la nave está en vuelo.

## Propiedades aerodinámicas

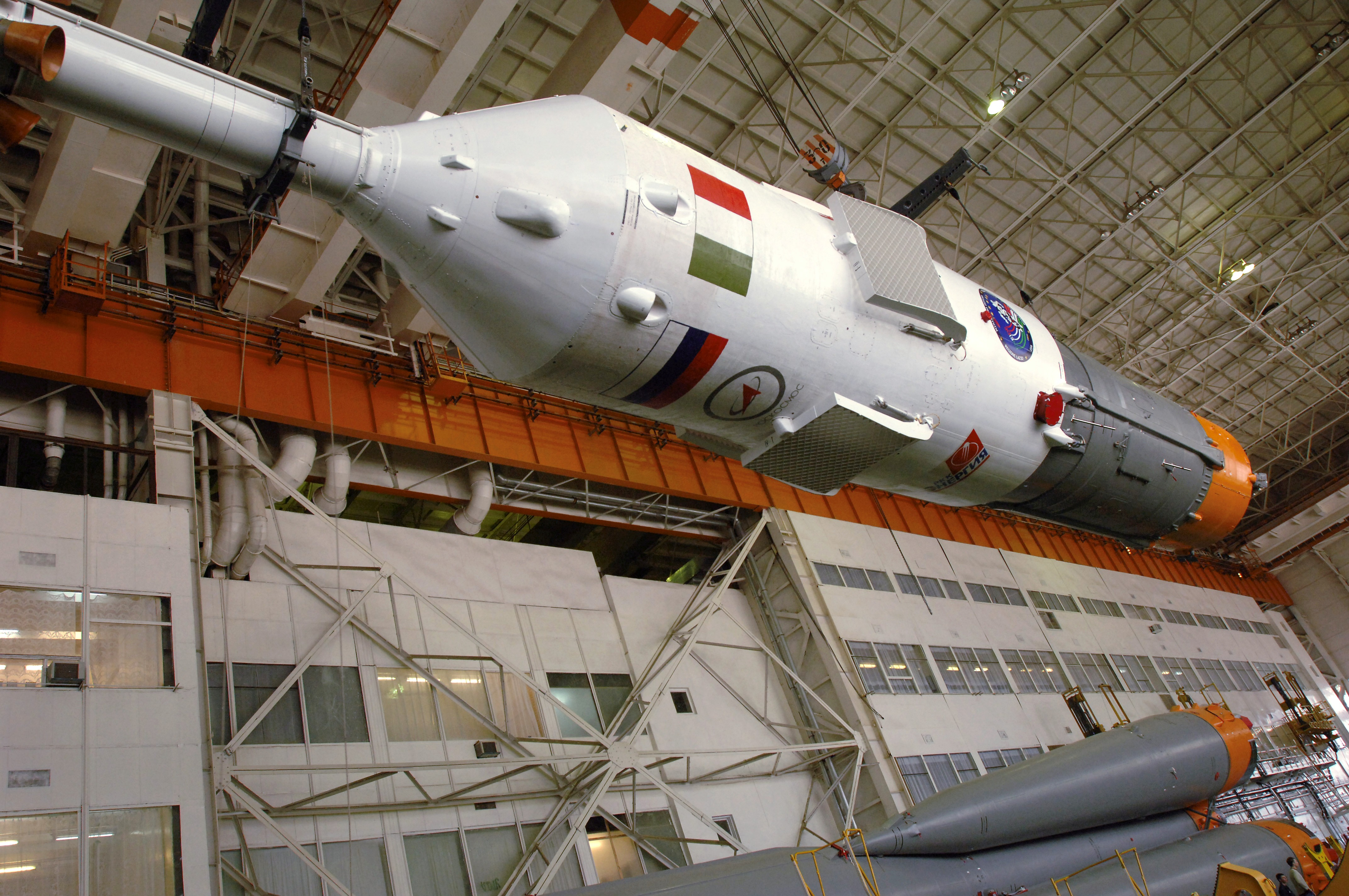
Etapa superior de la nave Soyuz TMA-6

Las aletas de rejilla tienen una "cuerda" (la distancia entre el borde delantero y trasero de la superficie) mucho más corta que las superficies de control convencionales y puede ser considerado como un grupo de pequeñas aletas paralelas. Esto reduce el par aplicados sobre el mecanismo de control, permitiendo el empleo de actuadores pequeños y un montaje de cola más pequeño en general. La pequeña profundidad de perfil también los hace menos propensos a entrar en pérdida a altos ángulos de ataque, lo que permite giros más cerrados y por tanto mayor maniobrabilidad.
La eficiencia aerodinámica y resistencia de las aletas de rejilla depende en gran medida de la velocidad del misil. Funcionan muy bien a velocidades subsónicas y supersónicas. En el rango subsónico el flujo pasa a través de la rejilla laminar y produce la reducción de fuerzas opuestas y una mejora en la dirección. Sin embargo, se trata en velocidades transónicas entre Mach 0,8 y Mach 1,3 la formación de ondas de choque dentro de la estructura de la rejilla, lo que significa que el flujo de aire pasar completamente alrededor de la aleta en lugar de a través de ella y generar importantes onda de arrastre y se crea una alta resistencia. Las aletas de la rejilla no son por lo tanto conveniente para misiles que cubren una gran parte de su trayectoria con velocidad transónica. Sin embargo, en los altos números de Mach, las aletas de rejilla desarrollan un flujo totalmente supersónica y puede proporcionar una menor resistencia y mayor capacidad de maniobra que las aletas planas.

## Armas que emplean aletas de rejilla

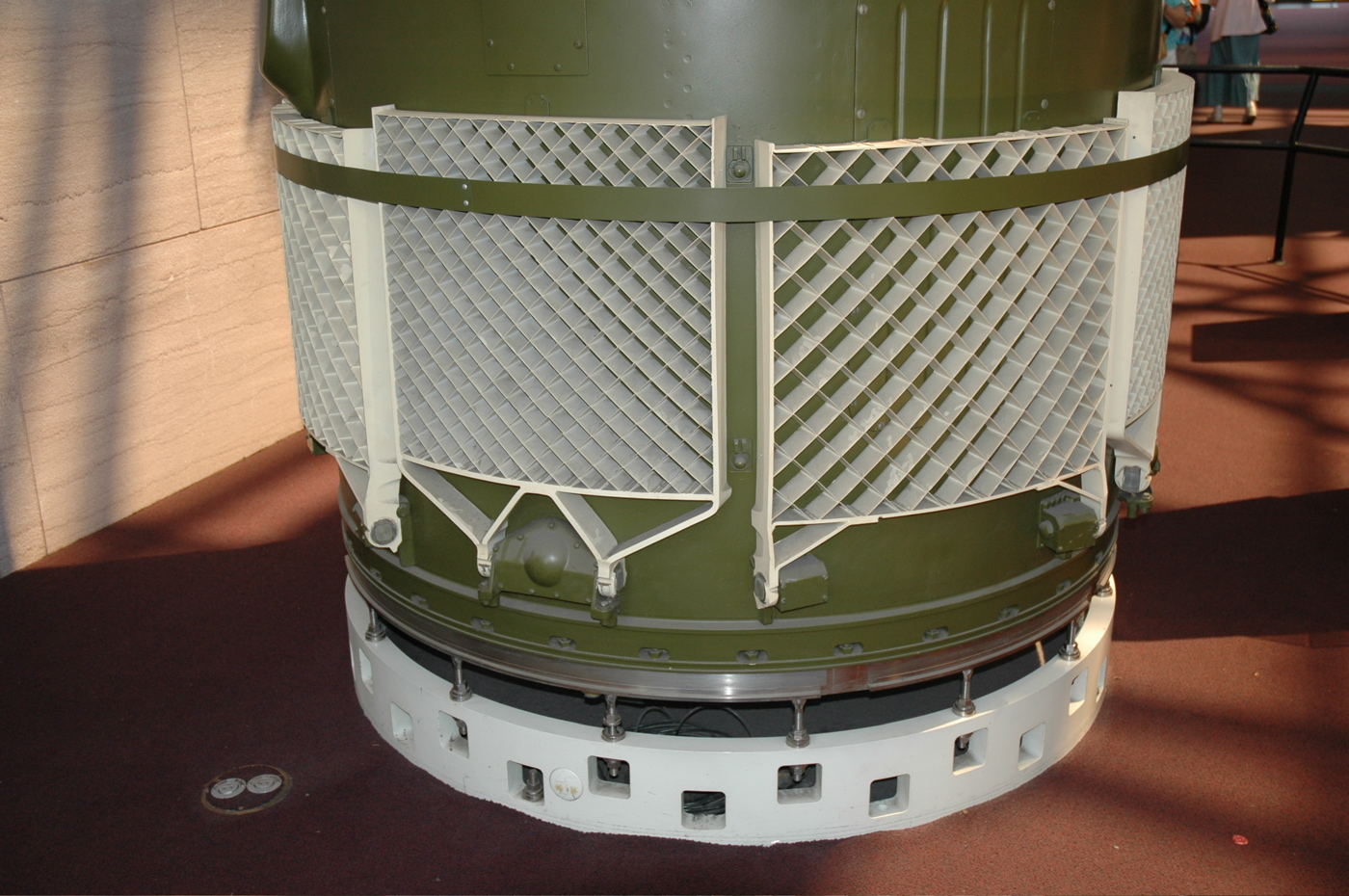
Aletas de rejilla en la primera etapa de un SS-20

### URSS/Rusia
- SS-12 Scaleboard / OTR-22 Temp
- SS-20 Saber / RSD-10
- SS-21 Scarab / 9K79 Tochka
- SS-23 Spider / OTR-23 Oka
- SS-25 Sickle / RS-12M Topol
- AA-12 Adder / Vympel R-77
- SS-N-27 Sizzler / Klub

### EE. UU.
- GBU-43/B Massive Ordnance Air Blast
- GBU-57A / B Massive Ordnance Penetrator (MOP)

### En inglés
- Misiles con aletas de rejilla, Aerospaceweb.org
- Grupo de Armas de  Tecnología Convencional, Defense Technical Information Center
- "It's the Big One", Aviation Week
- KLUB (SS-N-27) ASCM, Bharat-Rakshak.com
- Pequeña bomba inteligente con extensión de rango, Air Force Research Laboratory
- Misiles médico preparado para su lanzamiento, DefenseTech.org
- Aeroelastic Stability of an Aerial Refueling Hose–Drogue System with Aerodynamic Grid Fins

### En ruso
- ТРУДНЫЙ ВЗЛЕТ РЕШЕТЧАТЫХ КРЫЛЬЕВ

- Datos: Q644405
- Multimedia: Grid fins / Q644405